# Exodus-Gletscher
Der Exodus-Gletscher ist ein steiler und unzerklüfteter Gletscher im ostantarktischen Viktorialand. In den Darwin Mountains fließt er vom Nordrand des Midnight-Plateaus zur Südwestseite der Island Arena.
Teilnehmer einer von 1962 bis 1963 dauernden Kampagne der neuseeländischen Victoria University’s Antarctic Expeditions benannten ihn in Anlehnung an die Benennung des benachbarten Exodus Valley. Dieses Tal hat seinen Namen dem Umstand zu verdanken, dass es die einzige einfache Route beim Abstieg vom Midnight-Plateau bietet.